# 6608 Davidecrespi
6608 Davidecrespi este un asteroid din centura principală, descoperit pe 2 noiembrie 1991, de Eleanor Helin.